# Jesper Modin
Jesper Olof Modin (Sundsvall, 4 juni 1988) is een Zweedse langlaufer. Hij vertegenwoordigde zijn vaderland op de Olympische Winterspelen 2010 in Vancouver.

## Carrière
Bij zijn wereldbekerdebuut, in maart 2007 in Stockholm, scoorde Modin direct zijn eerste wereldbekerpunten. Ruim anderhalf jaar later behaalde hij in Kuusamo zijn eerste toptienklassering, in december 2009 stond de Zweed in Rogla voor het eerst in zijn carrière op het podium van een wereldbekerwedstrijd. In het wereldbekerseizoen 2010/2011 eindigde Modin als derde in het sprintklassement.
Op de wereldkampioenschappen langlaufen 2011 in Oslo eindigde de Zweed als vijfde op de sprint, op de teamsprint eindigde hij samen met Emil Jönsson op de zevende plaats.
Tijdens de Olympische Winterspelen van 2010 in Vancouver eindigde Modin als achttiende op de sprint.

## Resultaten

### Olympische Winterspelen
| Jaar | Plaats    | Resultaten                   |
| ---- | --------- | ---------------------------- |
| 2010 | Vancouver | 18e Sprint (klassieke stijl) |

### Wereldkampioenschappen
| Jaar | Plaats | Resultaten                                              |
| ---- | ------ | ------------------------------------------------------- |
| 2011 | Oslo   | 5e Sprint (vrije stijl) 7e Teamsprint (klassieke stijl) |

### Wereldbeker

#### Eindklasseringen
| Seizoen   | Algm | DI  | SP    |
| --------- | ---- | --- | ----- |
| 2006/2007 | 112e | -   | 54e   |
| 2008/2009 | 60e  | -   | 25e   |
| 2009/2010 | 26e  | 55e | 10e   |
| 2010/2011 | 22e  | 67e | Brons |